# Gabriel Smith
Gabriel de Paula Corazon Smith, mais conhecido como Gabriel Smith (São Paulo, 27 de março de 1984), é um jogador de futebol de salão brasileiro, que atua como ala direito. Atualmente joga pela equipe do Sindpd de São Paulo.

## Carreira

### Início
Gabriel Smith começou muito jovem nas equipes menores do futsal paulista. Passou por várias categorias da Schaeffler-rol.ina, até transferir-se para o Círculo Militar de São Paulo; posteriormente para a ADC Eletropaulo e finalmente para a equipe da SC Hudson. 
Em 2004, aos 20 anos de idade, defendendo a SC Hudson, conquistou seu primeiro título: o Campeonato Estadual de Futsal da série prata (sub-20). 

### Trajetória futebolística
Nos seus primeiros anos como profissional disputou campeonatos importantes na categoria principal: o Campeonato Estadual de Futsal e o Campeonato Metropolitano de Futsal, ambos realizados pela Federação Paulista de Futsal; despertando interesse dos europeus.

#### Rumo a Itália
O atleta permaneceu durante seis anos na Itália, e sua maior conquista na Europa foi o título de Campeão Italiano da segunda divisão, promovendo o Fiumicino para a divisão principal do campeonato italiano na temporada 2010/2011.

#### Retorno ao Brasil
No inicio de 2013, Gabriel Smith retornou ao Brasil, conquistando o título de vice-campeão paulista de futebol de salão AMF, defendendo a equipe do A.E.R. Campo Belo. Suas boas atuações renderam-lhe sua convocação para a Seleção Brasileira. 
Convocado para a Seleção Brasileira, pelo técnico Daniel Castilho, conquistou o titulo mais importante de sua carreira, a medalha de bronze nos Jogos Mundiais, na cidade de  Guadalajara de Buga na Colômbia. 
Em outubro de 2013, transferiu-se para a equipe do Sindpd para a disputa do Campeonato Sul-Americano de Futebol de Salão na Argentina.

## Títulos

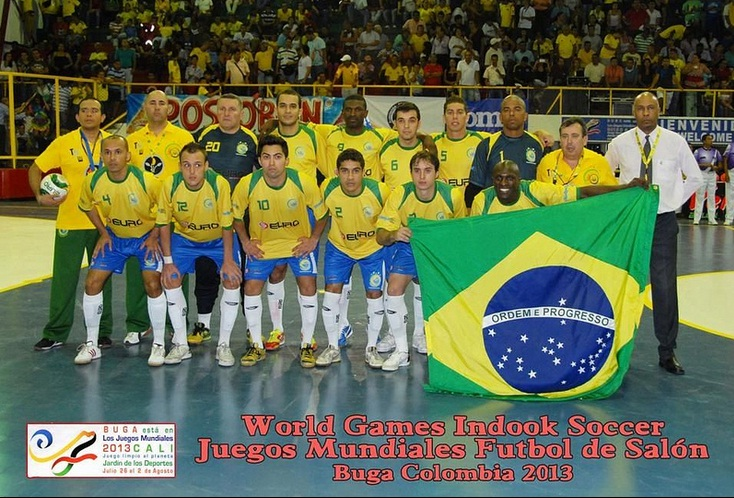
Seleção Brasileira de Futebol de Salão - Medalha de bronze nos Jogos Mundiais em 2013.

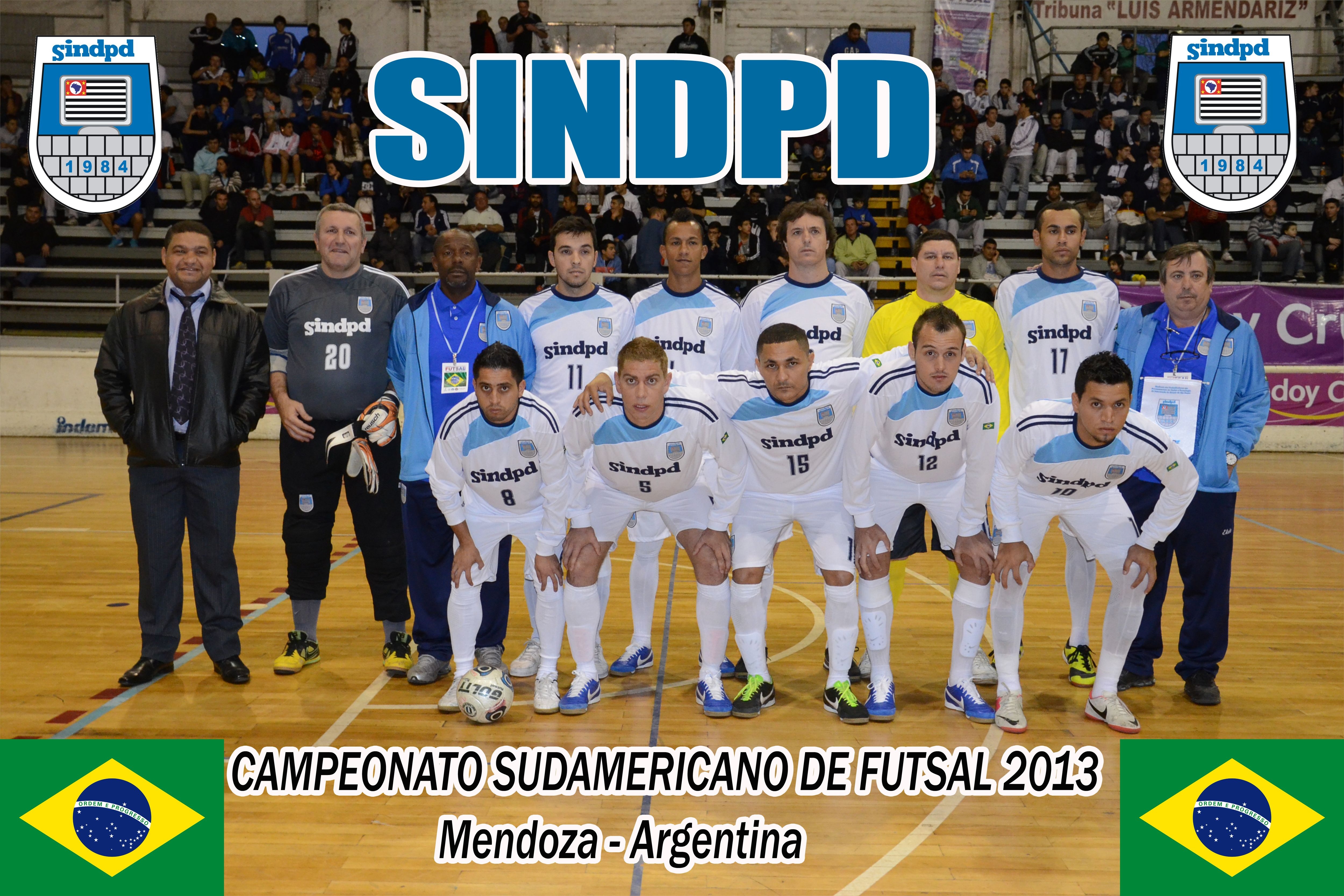
Gabriel Smith defendendo a equipe do Sindpd no Campeonato Sul-Americano de Futebol de Salão na Argentina em 2013.

### Campeão
SC Hudson
- Campeonato Estadual de Futsal - prata - sub-20: 2004

 Fiumicino
- Campeonato Italiano – série A2 – principal: 2011

### Vice-campeão
Fiumicino
- Copa Itália - série A2 – principal : 2011

 A.E.R. Campo Belo
- Campeonato Paulista de Futebol de Salão – principal: 2013

### Campanhas de destaque
Seleção Brasileira
- IX Jogos Mundiais/The World Games : Cali -  2013.   - Medalha de bronze